# 浄念寺 (村上市)
浄念寺（じょうねんじ）は、新潟県村上市にある浄土宗の寺院。

## 歴史
明応年間（1492年 - 1501年）、浄念によって開山された。浄念という僧侶が草庵を結んだのが、当寺の起源である。
その後も、村上藩の歴代藩主が菩提寺としてきた。これらの藩主の中でも著名なのは徳川家宣・家継の側用人となった間部詮房である。当寺には詮房の墓がある。間部家は後に鯖江藩に転封となったが、間部家の祖である詮房のため、毎年のように法要を行い、金品を寄進した。
また当地は、「おくのほそ道」の旅で松尾芭蕉が訪れている。

## 文化財
- 浄念寺本堂（重要文化財 昭和12年5月25日指定）[3]

## 交通アクセス
- 村上駅より徒歩18分。